# Choi Sang-mok
Choi Sang-mok (Seül, 1963) és un economista i funcionari públic de Corea del Sud. Va completar els seus estudis de Dret a la Universitat Nacional de Seül i posteriorment va obtenir un doctorat en Economia a la Universitat Cornell, als Estats Units.
Va assumir la presidència interina del país el desembre de 2024, després de la destitució del primer ministre Han Duck-soo pel parlament. Choi, amb més de 30 anys d'experiència al ministeri d'Economia, va exercir com a ministre d'aquest departament ministerial des de desembre de 2023 i va ocupar altres càrrecs de responsabilitat en l'administració pública sud-coreana. Choi va ser un dels principals opositors a la declaració de la llei marcial per part del president Yoon Suk-yeol, una postura que li va guanyar la confiança de part de l'oposició. Com a líder interí, va treballar per estabilitzar l'economia del país i tranquil·litzar els inversors, liderant iniciatives per mantenir l'estabilitat financera.